# Ковальчук Анатолій Миколайович
Анато́лій Микола́йович Ковальчу́к — полковник Збройних сил України, учасник російсько-української війни.

## З життєпису
Народився 26 червня 1969 року у с. Тарасівка, Гайсинського району, Вінницької області.
У ЗС з 05.08.1986 року.
Станом на березень 2017-го — заступник начальника Військово-медичного клінічного центру Центрального регіону з логістики. 
З дружиною та сином проживають у місті Вінниця.

## Нагороди
21 жовтня 2014 року — за особисту мужність і героїзм, виявлені у захисті державного суверенітету та територіальної цілісності України, вірність військовій присязі під час російсько-української війни, відзначений — нагороджений орденом Богдана Хмельницького III ступеня.